# Аустроугарска окупациона војна управа у Србији
Царско и краљевско војно генерално гувернерство у Србији (њем. K. u. k. Militärverwaltung in Serbien, мађ. K. u. k. katonai igazgatás Szerbiában) била је војна управа коју је успоставила Аустроугарска војска током окупације Краљевине Србије у Првом свјетском рату. Гувернерство је постојало од 1. јануара 1916. до 1. новембра 1918. године. Заједно са бугарском окупацијом Србије, било је једна од двије одвојене окупационе зоне настале након инвазије и подјеле Краљевине Србије од стране Централних сила.

## Историја
Током неуспјешне српске кампање 1914, аустроугарска врховна команда је успоставила прво војно гувернерство у Београду. У новембру је за војног гувернера постављен фелдмаршал Стјепан Саркотић, заповједник Вражије дивизије. Српска војска је контраофанзивом мјесец дана касније ослободила земљу, прекидајући краткотрајну окупацију. Након српске кампање Централних сила 1915. и повлачења Српске војске, земља је подијељена на три зоне контроле, аустроугарску, њемачку и бугарску.
Аустроугарска зона обухватала је сјеверозападни дио Србије, са Београдом као административним средиштем, до сјевероисточног угла Неготина. Области источно од Мораве, сама Македоније и већи дио Косова и Метохије, потпали су под бугарску окупацију. Нијемци су одлучили да не траже територију за себе, већ су преузели контролу над жељезницама, рудницима, шумарством и пољопривредним ресурсима у обје окупационе зоне; у области источно од Велике Мораве, Јужне Мораве на Косову и долине Вардара. Аустроугарски окупатори су успоставили сличну војну управу на територији Краљевине Црне Горе.
Аустроугарско војно гувернерство у Србији званично је почело са дјеловањем 1. јануара 1916. наредбом аустроугарске врховне команде.

## Управа
Војно генерално гувернерство у Србији било је непосредно потчињено Вровној команди Аустроугарске војске под Францом Конрадом фон Хецендорфом и касније Артуром Арцом фон Штраусенбургом.
Генерала Јохана Урлиха фон Салис-Зевиса, Хрвата по националности, цар је именовао за војног генералног гувернера крајем 1915, а на функцију је ступио 6. јануара 1916. године. Генералног гувернера је подржао начелник генералштаба, потпуковник Ото Гелинек, који је прије рата био војни аташе у Београду.
Генерала Салис-Зевиса је 6. јула 1916. замијенио генерал Адолф Фрајхер фон Ремен, док је пуковник Хуго Керхнаве наслиједио потпуковника Ота Гелинека.
Угарска влада је именовала цивилног комесара за помоћ војном генералном гувернеру. Др Лајош Талоци, угарски историчар и стручњак за Балкан, ступио је на дужност 17. јануара 1916. године. Послије погибије у децембру 1916, наслиједио га је Теодор Кушевић у јануару 1917. године.
| Војни гувернери                               | Мандат                              |
| --------------------------------------------- | ----------------------------------- |
| Фелдмаршаллајтант Јохан Урлих фон Салис-Зевис | 1. јануар 1916 — 6. јул 1916.       |
| Генерал-пуковник Адолф Фрајхер фон Ремен      | 6. јул 1916 — октобар 1918.         |
| Фелдмаршал Hermann Kövess von Kövessháza      | октобар 1918 — 1. новембар 1918.    |
| Цивилни комесари                              | Мандат                              |
| Лајош Талоци                                  | 17. јануар 1916 — 1. децембар 1916. |
| Теодор Кушевић                                | јануар 1917 — 1. новембар 1918.     |

Успостављена су четири управна одјела: војно, економски, судски и политичко, а на челу економског био је будући усташки челник Славко Кватерник.

## Административна подјела
Административне подјеле су у почетку чиниле пет окружних команди или покрајина, заснованих на предратним српским окрузима, успостављених током краткотрајне окупације 1914. године. Послије марта 1916. подјеле су дошло до укупно дванаест покрајина плус град Београд: на челу сваке од дванаест покрајина (њем. Kreise) био је покрајински командант (њем. Kreiskonimandanten) који је био одговоран за све војне и цивилне послове. Покрајине су додатно подијељене на шездесет четири округа (њем. Bezirkskommandos). Цивилну управу у варошима и селима вршио је предсједник, вођа заједнице изабран из редова мјесног становништва.
| Покрајина                    | Становништво (засновано на попису Генералног гувернаторства) | Напомена |
| ---------------------------- | ------------------------------------------------------------ | --- |
| Град Београд                 | 9000                                                         | од 1. јануара 1916. |
| Београдска покрајина         | 179.173                                                      | |
| Ваљевска покрајина           | 117.502                                                      | |
| Шабачка покрајина            | 161.569                                                      | |
| Горњомилановачка покрајина   | 70.029                                                       | |
| Крагујевачка покрајина       | 155,461                                                      | |
| Смедеревска покрајина        | 117.254                                                      | |
| Крушевачка покрајина         | 195.655                                                      | Од 11. фебруара 1916. |
| Чачанска покрајина           | 114.783                                                      | Успостављена 1. јануара 1916. и укључена у Војно генерално гувернерство у фебруару исте године, са сљедећеим окрузима: Чачански, Краљевски, Иванички, Гучевски, Ушћански и (од августа 1917) Рашански. |
| Ужичка покрајина             | 114.061                                                      | |
| Пријепољска покрајина        | 37.826                                                       | Од 15. марта 1916. |
| Новопазарска покрајина       | 71.746                                                       | |
| Косовскомитровачка покрајина | 45.912                                                       | |

Послије аустро-бугарске конфронтације у априлу 1916, Призрен и Приштина су подријеђени аустроугарском гувернерству.

## Распуштање
Средином октобра 1918, савладан савезничком офанзивом коју су предводиле српске и француске трупе, гувернер Херман фон Кевес је наредио повлачење свих преосталих аустроугарских трупа иза ријека Дунав, Саве и Дрине; Београд је ослобођен 30. октобра, чиме је окончано Војно генерално гувернерство у Србији.